# Marija Goršič
Marija Goršič, slovenska gledališka in filmska igralka, * 20. november 1912, Dornberk, † 22. oktober 1976, Celje.
Leta 1950 je postala članica ansambla Slovenskega ljudskega gledališča Celje. Nastopila je v filmih Srečno, Kekec, Poslednja postaja in Bele trave ter seriji Erazem in potepuh.

## Filmografija
- Bele trave (1976, celovečerni igrani film)
- Erazem in potepuh,  (1971, televizijska serija)
- Poslednja postaja (1971, celovečerni igrani film)
- Srečno, Kekec (1963, celovečerni igrani film)